# Віцепрем'єр-міністр Польщі
Заступник Голови Ради Міністрів Республіки Польща (пол. Wiceprezes Rady Ministrów), розмовно відомий як Віцепрем'єр-міністр (пол. Wicepremier) — заступник прем'єр-міністра Польщі та член уряду Польщі. Ним також може бути один із міністрів Республіки Польща. Конституція Республіки не обмежує кількість осіб, які можуть одночасно обіймати посаду заступника прем'єр-міністра.

## Віцепрем'єр-міністри комуністичної Польщі

### Народна Польща (1944—1952)
- Польський комітет національного визволення
  - Ванда Василевська (нар. 1905 — пом. 1964), заступниця голови Польського комітету національного визволення з 21 липня 1944 року до 31 грудня 1944 року
  - Анджей Вітос (нар. 1878 — пом. 1973), заступник голови Польського комітету національного визволення з 21 липня 1944 року до 9 жовтня 1944 року
  - Станіслав Януш (нар. 1890 — пом. 1970), заступник голови Польського комітету національного визволення з 9 жовтня 1944 року до 31 грудня 1944 року
- Тимчасовий уряд Республіки Польща
  - Станіслав Януш (нар. 1890 — пом. 1970), віцепрем'єр-міністр з 31 грудня 1944 р. по 28 червня 1945 р.
  - Владислав Гомулка (нар. 1905 — пом. 1982), з 31 грудня 1944 по 28 червня 1945 року
- Тимчасовий уряд національної єдності
  - Владислав Гомулка (нар. 1905 — пом. 1982), з 28 червня 1945 по 6 лютого 1947 року
  - Станіслав Миколайчик (нар. 1901 — пом. 1966), з 28 червня 1945 р. по 6 лютого 1947 року
- Перший кабінет Юзефа Циранкевича
  - Владислав Гомулка (нар. 1905 — пом. 1982), з 6 лютого 1947 по 20 січня 1949 року
  - Антоній Коржицький (нар. 1904 — пом. 1990), з 6 лютого 1947 року до 20 листопада 1952 року
  - Олександр Завадський (нар. 1899 — пом. 1964), з 20 січня 1949 р. по 10 червня 1949 р. і з 28 квітня 1950 р. по 20 листопада 1952 року
  - Гіларі Мінк (нар. 1905 — пом. 1974), з 20 квітня 1949 року до 20 листопада 1952 року
  - Гіларі Челховський (нар. 1908 — пом. 1983), з 10 червня 1950 року до 20 листопада 1952 року
  - Стефан Єндриховський (нар. 1910 — пом. 1996), з 12 грудня 1951 року до 20 листопада 1952 року
  - Тадеуш Геде (нар. 1911 — пом. 1982), з 30 червня 1952 по 20 листопада 1952 року

### Польська Народна Республіка (1952—1989)
- Уряд Болеслава Берута
  - Юзеф Циранкевич (нар. 1911 — пом. 1989), з 20 листопада 1952 по 18 березня 1954 року
  - Владислав Двораковський (нар. 1908 — пом. 1976), з 20 листопада 1952 по 18 березня 1954 року
  - Тадеуш Геде (нар. 1911 — пом. 1982), з 20 листопада 1952 по 18 березня 1954 року
  - Пьотр Ярошевич (нар. 1909 — пом. 1992), з 20 листопада 1952 року по 18 березня 1954 року
  - Стефан Єндриховський (нар. 1910 — пом. 1996), з 20 листопада 1952 року по 18 березня 1954 року
  - Гіларі Мінц (нар. 1905 — пом. 1974), з 20 листопада 1952 року по 18 березня 1954 року
  - Зенон Новак (нар. 1905 — пом. 1980), з 20 листопада 1952 року по 18 березня 1954 року
  - Константій Рокоссовський (нар. 1896 — пом. 1968), з 20 листопада 1952 року по 18 березня 1954 року
- Перший уряд Юзефа Циранкевича
  - Якуб Берман (нар. 1901 — пом. 1984), з 18 березня 1954 року по 4 травня 1956 року
  - Гіларі Мінк (нар. 1905 — пом. 1974), 1-й заступник прем'єр-міністра з 18 березня 1954 року по 10 жовтня 1956 року
  - Зенон Новак (нар. 1905 — пом. 1980), 2-й заступник прем'єр-міністра з 18 березня 1954 року до 24 жовтня 1956 року
  - Тадеуш Геде (нар. 1911 — пом. 1982), з 18 березня 1954 по 24 жовтня 1956 року
  - Стефан Єндриховський (нар. 1910 — пом. 1996), з 18 березня 1954 по 24 жовтня 1956 року
  - Костянтин Рокоссовський (нар. 1896 — пом. 1968), з 18 березня 1954 по 13 листопада 1956 року
  - Пйотр Ярошевич (нар. 1909 — пом. 1992), з 18 березня 1954 по 20 лютого 1957 року
  - Станіслав Лапот (нар. 1914 — пом. 1972), з 14 травня 1954 по 20 лютого 1957 року
  - Францишек Юзвяк (нар. 1895 — пом. 1966), з 16 квітня 1955 року по 20 лютого 1957 року
  - Євгеній Ставінський (нар. 1905 — пом. 1989), з 4 травня 1956 року по 20 лютого 1957 року
  - Зенон Новак (нар. 1905 — пом. 1980), з 24 жовтня 1956 року по 20 лютого 1957 року
  - Стефан Ігнар (нар. 1908 — пом. 1992), з 24 жовтня 1956 року по 20 лютого 1957 року
- Другий уряд Юзефа Циранкевича
  - Євгеніуш Ставінський (нар. 1905 — пом. 1989), з 27 лютого 1957 по 15 травня 1961 року
  - Зенон Новак (нар. 1905 — пом. 1980), з 27 лютого 1957 по 15 травня 1961 року
  - Стефан Ігнар (нар. 1908 — пом. 1992), з 27 лютого 1957 по 15 травня 1961 року
  - Пйотр Ярошевич (нар. 1909 — пом. 1992), з 27 лютого 1957 по 15 травня 1961 року
  - Євгеніушт Шир (нар. 1915 — пом. 2000), з 27 жовтня 1959 по 15 травня 1961 року
  - Юліан Токарський (нар. 1903 — пом. 1977), з 27 жовтня 1959 року по 15 травня 1961 року
- Третій уряд Юзефа Циранкевича
  - Стефан Іґнар (нар. 1908 — пом. 1992), з 18 травня 1961 по 24 червня 1965 року
  - Пйотр Ярошевич (нар. 1909 — пом. 1992), з 18 травня 1961 по 24 червня 1965 року
  - Зенон Новак (нар. 1905 — пом. 1980), з 18 травня 1961 по 24 червня 1965 року
  - Євгеніуш Шир (нар. 1915 — пом. 2000), з 18 травня 1961 по 24 червня 1965 року
  - Юліан Токарскі (нар. 1903 — пом. 1977), з 18 травня 1961 по 24 червня 1965 року
  - Францішек Ваньолка (нар. 1912 — пом. 1971), з 28 липня 1962 року по 24 червня 1965 року
- Четвертий уряд Юзефа Циранкевича
  - Юліан Токарскі (нар. 1903 — пом. 1977), з 25 червня 1965 по 14 грудня 1965 року
  - Зенон Новак (нар. 1905 — пом. 1980), з 25 червня 1965 по 22 грудня 1968 року
  - Євгеніуш Шир (нар. 1915 — пом. 2000), з 25 червня 1965 по 22 грудня 1968 року
  - Францішек Ваньолка (нар. 1912 — пом. 1971), з 25 червня 1965 по 22 грудня 1968 року
  - Стефан Ігнар (нар. 1908 — пом. 1992), з 25 червня 1965 по 27 червня 1969 року
  - Пйотр Ярошевич (нар. 1909 — пом. 1992 р.), з 25 червня 1965 по 27 червня 1969 року
- П'ятий уряд Юзефа Циранкевича
  - Станіслав Кочелек (нар. 1933 — пом. 2015), з 30 червня 1970 по 23 грудня 1970 року
  - Маріан Олевінський (нар. 1912 — пом. 1982), з 28 червня 1969 по 30 червня 1970 року
  - Пйотр Ярошевич (нар. 1909 — пом. 1992), з 28 червня 1969 по 23 грудня 1970 року
  - Станіслав Маєвський (нар. 1915 — пом. 1985), з 28 червня 1969 по 23 грудня 1970 року
  - Євгеніуш Шир (нар. 1915 — пом. 2000), з 28 червня 1969 по 23 грудня 1970 року
  - Здзіслав Томал (нар. 1921 — пом. 1984), з 28 червня 1969 по 23 грудня 1970 року
  - Йозеф Кулеша (нар. 1919 — пом. 1985), з 6 березня 1970 по 23 грудня 1970 року
  - Мечислав Ягельський (нар. 1924 — пом. 1997), з 30 червня 1970 року по 23 грудня 1970 року
- Перший уряд Пьотра Ярошевича
  - Казімеж Ольшевський (нар. 1917 — пом. 2014), з 29 березня 1972 по 25 березня 1976 року
  - Юзеф Тейхма (нар. 1927 — пом. 2021), з 29 березня 1972 по 25 березня 1976 року
  - Тадеуш Пика (нар. 1930 — пом. 2009), з 23 жовтня 1975 по 25 березня 1976 року
  - Станіслав Маєвський (нар. 1915 — пом. 1985), з 23 грудня 1970 по 13 лютого 1971 року
  - Євгеніуш Шир (нар. 1915 — пом. 2000), з 23 грудня 1970 по 28 березня 1972 року
  - Ян Мітрега (нар. 1917 — пом. 2007), з 23 грудня 1970 по 21 лютого 1975 року
  - Юзеф Кулеша (нар. 1919 — пом. 1985), з 23 грудня 1970 по 28 березня 1972 року
  - Здзіслав Томал (нар. 1921 — пом. 1984), з 23 грудня 1970 до 25 березня 1976 року
  - Францішек Каїм (нар. 1919 — пом. 1996), з 23 грудня 1970 до 25 березня 1976 року
  - Мечислав Ягельський (нар. 1924 — пом. 1997), з 23 грудня 1970 по 25 березня 1976 року
  - Вінцентій Крашко (нар. 1916 — пом. 1976), з 13 лютого 1971 по 28 березня 1972 року
  - Францішек Шляхчік (нар. 1920 — пом. 1990), з 29 травня 1974 по 25 березня 1976 року
  - Алойзі Каркошка (нар. 1929 — пом. 2001), з 28 травня 1975 по 25 березня 1976 року
  - Тадеуш Вжащик (нар. 1932 — пом. 2002), з 23 жовтня 1975 по 25 березня 1976 року
- Другий уряд Пьотра Ярошевича
  - Казімеж Ольшевський (нар. 1917 — пом. 2014), з 27 березня 1976 по 17 грудня 1977 року
  - Юзеф Тейхма (нар. 1927 — пом. 2021), з 27 березня 1976 по 8 лютого 1979 року
  - Тадеуш Пика (нар. 1930 — пом. 2009), з 27 березня 1976 року по 3 квітня 1980 року
  - Алойзі Каркошка (нар. 1929 — пом. 2001), з 27 березня 1976 по 2 грудня 1976 року
  - Францішек Каїм (нар. 1919 — пом. 1996), з 27 березня 1976 по 8 лютого 1979 року
  - Лонгін Цегельський (нар. 1920 — пом. 1987), з 27 березня 1976 по 3 квітня 1980 року
  - Тадеуш Вжащик (нар. 1932 — пом. 2002), з 27 березня 1976 по 3 квітня 1980 року
  - Мечислав Ягельський (нар. 1924 — пом. 1997), з 27 березня 1976 до 3 квітня 1980 року
  - Юзеф Кемпа (нар. 1928 — пом. 1998), з 2 грудня 1976 до 8 лютого 1979 року
  - Казимир Секомський (нар. 1910 — пом. 2002), з 2 грудня 1976 до 3 квітня 1980 року
  - Ян Шидлак (нар. 1925—1997), з 2 грудня 1976 до 3 квітня 1980 року
- Уряд Едварда Бабюха
  - Тадеуш Пика (нар. 1930 — пом. 2009), з 3 квітня 1980 до 24 серпня 1980 року
  - Роман Малиновський (нар. 1935 — пом. 2021), з 3 квітня 1980 до 24 серпня 1980 року
  - Тадеуш Вжащик (нар. 1932 — пом. 2002), з 3 квітня 1980 до 24 серпня 1980 року
  - Казімеж Барциковський (нар. 1927 — пом. 2007), з 3 квітня 1980 року по 24 серпня 1980 року
  - Мечислав Ягельський (нар. 1924 — пом. 1997), з 3 квітня 1980 року по 24 серпня 1980 року
- Уряд Юзефа Піньковського
  - Александер Копеч (нар. 1932 — пом. 2015), з 24 серпня 1980 до 12 лютого 1981 року
  - Роман Маліновський (нар. 1935 — пом. 2021), з 24 серпня 1980 до 12 лютого 1981 року
  - Станіслав Мах (нар. 1938), з 8 жовтня 1980 до 12 лютого 1981 року
  - Казімеж Барциковський (нар. 1927 — пом. 2007), з 24 серпня 1980 до 8 жовтня 1980 року
  - Тадеуш Грабський (нар. 1929 — пом. 1998), з 24 серпня 1980 до 8 жовтня 1980 року
  - Генрик Кісель (нар. 1921 — пом. 2000), з 24 серпня 1980 до 12 лютого 1981 року
  - Мечислав Ягельський (нар. 1924 — пом. 1997), з 24 серпня 1980 по 12 лютого 1981 року
  - Станіслав Ковальчик (нар. 1924 — пом. 1998), з 8 жовтня 1980 по 12 лютого 1981 року
  - Єжи Оздовський (нар. 1925 — пом. 1994), з 21 листопада 1980 по 12 лютого 1981 року
- Уряд Войцеха Ярузельського
  - Станіслав Мах (нар. 1938), з 12 лютого 1981 по 31 жовтня 1981 року
  - Анджей Єдинак (нар. 1932 — пом. 2024), з 12 лютого 1981 по 9 жовтня 1982 року
  - Роман Малиновський (нар. 1935 — пом. 2021), з 12 лютого 1981 по 12 листопада 1985 року
  - Збігнєв Мадей (нар. 1932 — пом. 2024), з 12 червня 1981 по 9 жовтня 1982 року
  - Януш Ободовський (нар. 1930 — пом. 2011), з 31 липня 1981 по 12 листопада 1985 року
  - Збіґнєв Сзалайда (нар. 1934 — пом. 2024), з 9 жовтня 1982 — 12 листопада 1985 року
  - Збіґнєв Месснер (нар. 1929 — пом. 2014), з 22 листопада 1983 по 12 листопада 1985 року
  - Манфред Горивода (нар. 1942), з 22 листопада 1983 по 12 листопада 1985 року
  - Зенон Комендер (нар. 1923 — пом. 1993), з 21 липня 1982 по 12 листопада 1985 року
  - Мечислав Ягельський (нар. 1924 — пом. 1997), з 12 лютого 1981 до 31 липня 1981 року
  - Єжи Оздовський (нар. 1925 — пом. 1994), з 12 лютого 1981 до 21 липня 1982 року
  - Генрик Кісель (нар. 1921 — пом. 2000), з 12 лютого 1981 до 12 червня 1981 року
  - Едвард Ковальчик (нар. 1924 — пом. 2000), з 31 жовтня 1981 до 12 листопада 1985 року
  - Мечислав Раковський (нар. 1926 — пом. 2008), з 12 лютого 1981 року по 12 листопада 1985 року
- Уряд Збіґнєва Месснера
  - Манфред Горивода (нар. 1942), з 12 листопада 1985 по 23 жовтня 1987 року
  - Юзеф Козьол (нар. 1939 — пом. 2023), з 12 листопада 1985 по 14 жовтня 1988 року
  - Збігнєв Шалайда (нар. 1934 — пом. 2024), з 12 листопада 1985 по 14 жовтня 1988 року
  - Здзіслав Садовський (нар. 1925 — пом. 2018), з 23 жовтня 1987 по 14 жовтня 1988 року
  - Збігнєв Гертих (нар. 1922 — пом. 2008), з 12 листопада 1985 по 16 квітня 1987 року
  - Владислав Ґвязда (нар. 1935 — пом. 1998), з 12 листопада 1985 року по 23 жовтня 1987 року
- Уряд Мечислава Раковського
  - Януш Паторський (нар. 1946), з 14 жовтня 1988 по 1 серпня 1989 року
  - Казімеж Олесяк (нар. 1937), з 14 жовтня 1988 по 1 серпня 1989 року
  - Іренеуш Секула (нар. 1943 — пом. 2000), з 14 жовтня 1988 по 1 серпня 1989 року
- Уряд Тадеуша Мазовецького
  - Лешек Бальцерович (нар. 1947), з 12 вересня 1989 року по 31 грудня 1989 року
  - Чеслав Яніцький (нар. 1926 — пом. 2012), з 12 вересня 1989 по 31 грудня 1989 року
  - Чеслав Кіщак (нар. 1925 — пом. 2015), з 12 вересня 1989 року по 31 грудня 1989 року
  - Ян Яновський (нар. 1928 — пом. 1998), з 12 вересня 1989 по 31 грудня 1989 року

## Віцепрем'єр-міністри Третьої Польської Республіки (1990–дотепер)
В уряді Яна Ольшевського, першому кабінеті Вальдемара Павляка та у третьому уряді Матеуша Моравецького не було віцепрем'єрів.
| Прем'єр-міністр                  | Віцепрем'єр-міністр     | Період                                   |
| -------------------------------- | ----------------------- | ---------------------------------------- |
| Тадеуш Мазовецький (уряд)        | Чеслав Яніцький         | 24 серпня 1989 р. — 6 липня 1990 р.      |
| Тадеуш Мазовецький (уряд)        | Чеслав Кіщак            | 24 серпня 1989 р. — 6 липня 1990 р.      |
| Тадеуш Мазовецький (уряд)        | Лешек Бальцерович       | 24 серпня 1989 р. — 12 січня 1991 р.     |
| Тадеуш Мазовецький (уряд)        | Ян Яновський            | 24 серпня 1989 р. — 12 січня 1991 р.     |
| Ян Кшиштоф Белецький (уряд)      | Лешек Бальцерович       | 12 січня 1991 — 5 грудня 1991 р.         |
| Ганна Сухоцька (уряд)            | Генрик Горишевський     | 11 липня 1992 р. — 26 жовтня 1993 р.     |
| Ганна Сухоцька (уряд)            | Павел Лончковський      | 11 липня 1992 р. — 26 жовтня 1993 р.     |
| Вальдемар Павляк (другий уряд)   | Марек Боровський        | 26 жовтня 1993 р. — 8 лютого 1994 р.     |
| Вальдемар Павляк (другий уряд)   | Влодзімеж Цімошевич     | 26 жовтня 1993 р. — 1 березня 1995 р.    |
| Вальдемар Павляк (другий уряд)   | Александр Лучак         | 26 жовтня 1993 р. — 1 березня 1995 р.    |
| Юзеф Олекси (уряд)               | Роман Ягелінський       | 7 березня 1995 р. — 7 лютого 1996 р.     |
| Юзеф Олекси (уряд)               | Гжегож Колодко          | 7 березня 1995 р. — 7 лютого 1996 р.     |
| Юзеф Олекси (уряд)               | Александр Лучак         | 7 березня 1995 р. — 7 лютого 1996 р.     |
| Влодзімеж Цімошевич (уряд)       | Гжегож Колодко          | 7 лютого 1996 р. — 4 лютого 1997 р.      |
| Влодзімеж Цімошевич (уряд)       | Роман Ягелінський       | 7 лютого 1996 р. — 10 квітня 1997 р.     |
| Влодзімеж Цімошевич (уряд)       | Мирослав Петревич       | 7 лютого 1996 р. — 31 жовтня 1997 р.     |
| Влодзімеж Цімошевич (уряд)       | Марек Белька            | 4 лютого 1997 р. — 31 жовтня 1997 р.     |
| Влодзімеж Цімошевич (уряд)       | Ярослав Калиновський    | 25 квітня 1997 р. — 31 жовтня 1997 р.    |
| Єжи Бузек (уряд)                 | Януш Томашевський       | 31 жовтня 1997 р. — 3 вересня 1999 р.    |
| Єжи Бузек (уряд)                 | Лешек Бальцерович       | 31 жовтня 1997 р. — 8 червня 2000 р.     |
| Єжи Бузек (уряд)                 | Лонгін Комоловський     | 19 жовтня 1999 р. — 19 жовтня 2001 р.    |
| Єжи Бузек (уряд)                 | Януш Стеінгофф          | 12 червня 2000 р. — 19 жовтня 2001 р.    |
| Лешек Міллер (уряд)              | Марек Белька            | 19 жовтня 2001 р. — 6 липня 2002 р.      |
| Лешек Міллер (уряд)              | Ярослав Калиновський    | 19 жовтня 2001 р. — 3 березня 2003 р.    |
| Лешек Міллер (уряд)              | Марек Пол               | 19 жовтня 2001 р. — 2 травня 2004 р.     |
| Лешек Міллер (уряд)              | Гжегож Колодко          | 6 липня 2002 р. — 16 червня 2003 р.      |
| Лешек Міллер (уряд)              | Єжи Гауснер             | 16 червня 2003 р. — 2 травня 2004 р.     |
| Лешек Міллер (уряд)              | Юзеф Олекси             | 21 січня 2004 р. — 21 квітня 2004 р.     |
| Марек Белька (перший уряд)       | Єжи Гауснер             | 2 травня 2004 р. — 11 червня 2004 р.     |
| Марек Белька (перший уряд)       | Ізабела Яруга-Новацька  | 2 травня 2004 р. — 11 червня 2004 р.     |
| Марек Белька (другий уряд)       | Єжи Гауснер             | 11 червня 2004 р. — 31 березня 2005 р.   |
| Марек Белька (другий уряд)       | Ізабела Яруга-Новацька  | 11 червня 2004 р. — 31 жовтня 2005 р.    |
| Казімеж Марцінкевич (уряд)       | Людвік Дорн             | 21 листопада 2005 р. — 14 липня 2006 р.  |
| Казімеж Марцінкевич (уряд)       | Зіта Гіловська          | 7 січня 2006 р. — 24 червня 2006 р.      |
| Казімеж Марцінкевич (уряд)       | Роман Гертих            | 5 травня 2006 р. — 14 липня 2006 р.      |
| Казімеж Марцінкевич (уряд)       | Анджей Леппер           | 5 травня 2006 р. — 14 липня 2006 р.      |
| Ярослав Качинський (уряд)        | Анджей Леппер           | 14 липня 2006 р. — 22 вересня 2006 р.    |
| Ярослав Качинський (уряд)        | Людвік Дорн             | 14 липня 2006 р. — 27 квітня 2007 р.     |
| Ярослав Качинський (уряд)        | Анджей Леппер           | 16 жовтня 2006 р. — 9 липня 2007 р.      |
| Ярослав Качинський (уряд)        | Роман Гертих            | 14 липня 2006 р. — 13 серпня 2007 р.     |
| Ярослав Качинський (уряд)        | Зита Гіловська          | 22 вересня 2006 — 7 вересня 2007         |
| Ярослав Качинський (уряд)        | Пшемислав Гошевський    | 8 травня 2007 р. — 7 вересня 2007 р.     |
| Ярослав Качинський (уряд)        | Зіта Гіловська          | 10 вересня 2007 — 16 листопада 2007      |
| Ярослав Качинський (уряд)        | Пшемислав Гошевський    | 11 вересня 2007 — 16 листопада 2007      |
| Дональд Туск (перший уряд)       | Гжегож Схетина          | 16 листопада 2007 р. — 13 жовтня 2009 р. |
| Дональд Туск (перший уряд)       | Вальдемар Павляк        | 16 листопада 2007 — 18 листопада 2011    |
| Дональд Туск (другий уряд)       | Вальдемар Павляк        | 18 листопада 2011 — 27 листопада 2012    |
| Дональд Туск (другий уряд)       | Януш Пехоціньський      | 6 грудня 2012 — 22 вересня 2014          |
| Дональд Туск (другий уряд)       | Яцек Ростовський        | 25 лютого 2013 р. — 27 листопада 2013 р. |
| Дональд Туск (другий уряд)       | Ельжбета Беньковська    | 27 листопада 2013 — 22 вересня 2014      |
| Ева Копач (уряд)                 | Януш Пехоціньський      | 22 вересня 2014 — 16 листопада 2015      |
| Ева Копач (уряд)                 | Томаш Семоняк           | 22 вересня 2014 — 16 листопада 2015      |
| Беата Шидло (уряд)               | Пйотр Глинський         | 16 листопада 2015 р. — 11 грудня 2017 р. |
| Беата Шидло (уряд)               | Ярослав Говін           | 16 листопада 2015 р. — 11 грудня 2017 р. |
| Беата Шидло (уряд)               | Матеуш Моравецький      | 16 листопада 2015 р. — 11 грудня 2017 р. |
| Матеуш Моравецький (перший уряд) | Пйотр Глинський         | 11 грудня 2017 р. — 15 листопада 2019 р. |
| Матеуш Моравецький (перший уряд) | Ярослав Говін           | 11 грудня 2017 р. — 15 листопада 2019 р. |
| Матеуш Моравецький (перший уряд) | Беата Шидло             | 11 грудня 2017 — 4 червня 2019           |
| Матеуш Моравецький (перший уряд) | Яцек Сасін              | 4 червня 2019 р. — 15 листопада 2019 р.  |
| Матеуш Моравецький (другий уряд) | Пйотр Глинський         | 15 листопада 2019 р. — 20 червня 2023 р. |
| Матеуш Моравецький (другий уряд) | Ярослав Говін           | 15 листопада 2019 р. — 9 квітня 2020 р.  |
| Матеуш Моравецький (другий уряд) | Яцек Сасін              | 15 листопада 2019 р. — 20 червня 2023 р. |
| Матеуш Моравецький (другий уряд) | Ядвіга Емілевич         | 9 квітня 2020 р. — 6 жовтня 2020 р.      |
| Матеуш Моравецький (другий уряд) | Ярослав Говін           | 6 жовтня 2020 р. — 11 серпня 2021 р.     |
| Матеуш Моравецький (другий уряд) | Ярослав Качинський      | 6 жовтня 2020 р. — 19 червня 2022 р.     |
| Матеуш Моравецький (другий уряд) | Генрик Ковальчик        | 26 жовтня 2021 р. — 20 червня 2023 р.    |
| Матеуш Моравецький (другий уряд) | Маріуш Блащак           | 22 червня 2022 р. — 20 червня 2023 р.    |
| Матеуш Моравецький (другий уряд) | Ярослав Качинський      | 21 червня 2023 р. — 27 листопада 2023 р. |
| Donald Tusk (Third Cabinet)      | Владислав Косіняк-Камиш | 13 грудня 2023 р. — дотепер              |
| Donald Tusk (Third Cabinet)      | Кшиштоф Гавковський     | 13 грудня 2023 р. — дотепер              |